# Rowlandius mixtus
Espèce
Rowlandius mixtus est une espèce de schizomides de la famille des Hubbardiidae.

## Distribution
Cette espèce est endémique de la province de Santiago de Cuba à Cuba,. Elle se rencontre vers Santiago de Cuba.

## Description
Le mâle holotype mesure 3,0 mm et la femelle paratype 3,15 mm.

## Publication originale
- Teruel, 2004 : Nuevas adiciones a la fauna de esquizómidos de Cuba oriental, con la descripción de cuatro nuevas especies (Schizomida: Hubbardiidae). Revista Ibérica de Aracnología, vol. 9, p. 31-42 (texte intégral).